# Jagjit Singh (hockey sur gazon)
Jagjit Singh Kular, né le 1er janvier 1944 et mort le 16 novembre 2010, est un joueur de hockey sur gazon indien.

## Biographie
Il participe aux Jeux olympiques d'été de 1964, aux Jeux asiatiques de 1966 et aux Jeux olympiques d'été de 1968.